# Малая Тыкотлова
Малая Тыкотлова — река в Берёзовском районе Ханты-Мансийского автономного округа. Устье реки находится в 30 км от устья Тыкотловы по правому берегу. Длина реки составляет 22 км.

## Данные водного реестра
По данным государственного водного реестра России относится к Нижнеобскому бассейновому округу, водохозяйственный участок реки — Северная Сосьва, речной подбассейн реки — Северная Сосьва. Речной бассейн реки — (Нижняя) Обь от впадения Иртыша.
Код объекта в государственном водном реестре — 15020200112115300025786.